# Postel 2000 FC
El Postel 2000 Football Club fue un equipo deportivo de Chad que militó por última vez en la Primera División de Chad, la liga de fútbol principal del país. También tenía una sección de baloncesto, que llegó a participar en la fase de clasificación para la Copa de Campeones de Clubes de la FIBA África en 2014.

## Historia
Fue fundado en la capital, Yamena, en 1985. Fue campeón de la liga en las temporadas 1992-1993 y 1994-1995, y de la copa en 1991. Se desconocen los resultados del club en las temporadas anteriores y posteriores hasta el año 2003, en la que estuvo inscrito, aunque no se sabe en qué posición terminó. En la temporada 2003/04, el club solo participó en el campeonato regional de Chari-Baguirmi, y se sabe que consiguió al menos 33 puntos tras 20 partidos y que quedó en cuarto lugar en la liga. El siguiente registro que se tiene del club data de 2008, cuando disputó la segunda división y fue ascendido junto al Toumai FC. En la temporada 2009 terminó el campeonato en novena posición, que era la última fuera del descenso, pero consiguió ser subcampeón de la Copa de la Liga Regional de Yamena tras perder contra el AS Coton Tchad por 4 a 3 en la tanda de penaltis, después de empatar en el tiempo normal. Ya en la temporada 2010, en la que solo participaron 10 equipos, el club tuvo que disputar los playoffs de descenso contra el Saccoger, el segundo clasificado de la segunda división, y venció por 1 a 0, por lo que se mantuvo en la división que le correspondía. En la Copa de la Liga de Yamena, fue eliminado en cuartos de final al perder por 1 a 0 contra el Foullah Édifice. En 2011, otra temporada difícil, quedó octavo con tres victorias, cinco empates y diez derrotas en la liga. En la copa, ganó al Geyser, pero perdió contra el AS Coton Tchad por 5 a 6 en los penaltis tras empatar. En 2012, hasta la última jornada antes de la interrupción de la liga, el club estaba nuevamente en octavo lugar, con seis puntos ganados. No se sabe cuál fue la posición del club en 2013, pero sí se sabe que el club fue derrotado por el Foullah Édifice en los cuartos de final de la Copa. En la temporada 2014-15, nuevamente solo se tiene información sobre la campaña del club en la copa, en la que fue eliminado en octavos de final por el RFC Junior. De 2016 hasta la temporada de 2018, no hay información sobre el rendimiento del club. En la temporada 2019, el club participó en la Segunda División Nacional, donde fue ascendido, pero en la temporada 2019-20 acabó desistiendo antes de la primera jornada. Después de esa decisión, no se supo nada más del club en el sistema de ligas del país.
A nivel internacional, ha participado en tres torneos continentales, donde su mejor resultado fue en la Copa Africana de Clubes Campeones de 1996, en la que llegó a la primera ronda.

## Palmarés
- Primera División de Chad: 2

1992/93, 1994/95.
- Copa de Fútbol de Chad: 1

1991.
- Copa de Liga de N'Djaména: 0
  - Subcampeón: 1

2009.

## Participación en competiciones de la CAF
| Temporada | Torneo                            | Ronda      | Club             | Casa | Visita | Global |
| --------- | --------------------------------- | ---------- | ---------------- | ---- | ------ | ------ |
| 1992      | Recopa Africana                   | Preliminar | Mogas 90 FC      | 2-0  | 0-3    | 2-3    |
| 1994      | Copa Africana de Clubes Campeones | Preliminar | AS Tempête Mocaf | 0-1  | 0-2    | 0-3    |
| 1996      | Copa Africana de Clubes Campeones | Preliminar | AS Chéminots     | 2-0  | 1-1    | 3-1    |
| 1996      | Copa Africana de Clubes Campeones | 1          | ASEC Abidjan     | 0-1  | 0-4    | 0-5    |